# Pelileo
Pelileo, también conocida como San Pedro de Pelileo, es una ciudad ecuatoriana; cabecera del cantón Pelileo, así como la tercera urbe más poblada de la Provincia de Tungurahua. Se localiza al centro de la Región interandina del Ecuador, muy próxima al centro geométrico del territorio ecuatoriano; en los flancos de la cordillera oriental de los Andes, en la hoya del río Patate, a una altitud de 2600 m s. n. m. y con un clima andino de 15 °C en promedio.
También se le conoce como "Ciudad Azul", por su importante producción de jeans. En el censo de 2022 tenía una población de 11 403 habitantes, lo que la convierte en la nonagésima primera ciudad más poblada del país. Forma parte del área metropolitana de Ambato, pues su actividad económica, social y comercial está fuertemente ligada a Ambato, siendo "ciudad dormitorio" para miles de trabajadores que se trasladan a aquella urbe por vía terrestre diariamente. El conglomerado alberga a 489.537 habitantes, y ocupa la quinta posición entre las conurbaciones del Ecuador.
Fue fundada el 29 de junio de 1570, por Antonio Clavijo: ha sido destruida varias veces por terremotos y erupciones volcánicas. El último de estos terremotos se dio el 5 de agosto de 1949, un terremoto con epicentro en el sector conocido como Chacauco; afectó a la urbe en su totalidad, pero gracias a la tenacidad de sus habitantes, logró levantarse nuevamente en menos de dos años. Es uno de los más importantes centros administrativos, económicos, financieros y comerciales de la provincia. Las actividades principales económicas de la ciudad son: la agricultura, el comercio, la ganadería y la industria textil.

## Toponimia
El nombre Pelileo de hecho tiene su origen en el idioma panzaleo, y sus posibles significados son: "Laguna grande", "Cacique poderoso" o "Fuerte como el rayo".

## Historia
La localidad de Pelileo como otras áreas de la provincia de Tungurahua, estaba poblada antes de la llegada de los conquistadores europeos por los panzaleos. Los Panzaleos poblaron Tungurahua y Cotopaxi, extendiéndose hasta Carchi, y constituyeron una de las etnias más representativas de la región de la Sierra durante el período de integración regional. Antes de la conquista de los españoles, las tierras que conforman esta provincia estuvieron habitadas por los altivos Hambatus, pueblo independiente que a su vez estaba dividido en cuatro tribus: Quisapinchas, Yzambas, Guachis y Píllaros; y aunque no existieron en su territorio ciudades muy populosas, éste se caracterizó por su riqueza agrícola y la benignidad de su clima. Estos pobladores se organizaban en tribus las cuales eran regidas por el más anciano de la tribu, y las principales eran las de los hambatos, huapantes, píllaros, quisapinchas e izambas, etc. El actual territorio también se hallaban parcialidades de los puruhas y panzaleos, posteriormente los grupos indígenas que se formaron aquí habrían sido anexionados a la civilización Inca a comienzos del siglo XIV.
Pelileo fue oficialmente fundada por Antonio Clavijo en 1570 y fue elevada al estatus de cantón el 22 de julio de 1860.
El 5 de agosto de 1949, Pelileo fue totalmente destruido por un terremoto. Aproximadamente 5.000 personas murieron dentro del los límites del cantón, la mayor parte atrapadas en las ruinas de la ciudad. La única estructura todavía visible de la antigua urbe es un pilar de roca, roto, que fue una vez parte de la magnífica Iglesia central de Pelileo. Una nueva ciudad se reconstruyó en una localidad cercana. En consecuencia, a presente es posible visitar tanto Pelileo Grande —el sitio de la ciudad antigua, hoy una parroquia del cantón— y Pelileo Nuevo.
En la mañana del 16 de agosto de 2006, el volcán Tungurahua explotó, en lo que parece ser el evento principal del proceso eruptivo que empezó en 1999. El 17 de agosto, la totalidad del cantón Pelileo se encontró cubierto de cenizas, aparte de la ceniza quedaron cubiertos de rocas, caseríos como El Pingue y Guadalupe perteneciente a la Matriz, de la misma manera toda la parroquia de Cotalo y sus caseríos, la ceniza también afectó gran parte de ciudades cercanas. Todas las parroquias del cantón reportaron destrucción de cultivos y peligro de muerte para animales agrícolas debido a la falta de alimentos y agua totalmente contaminados por el polvo volcánico.

## Geografía
La ciudad está ubicada en el centro del país, al suroccidente de la Provincia de Tungurahua a 25 km de Ambato. Pelileo se sitúa a 2600 metros sobre el nivel del mar. Posee un clima templado y seco.

## Política
Territorialmente, la ciudad de Pelileo está organizada en dos parroquias urbanas, mientras que existen ocho parroquias rurales con las que complementa el aérea total del Cantón Pelileo. El término "parroquia" es usado en el Ecuador para referirse a territorios dentro de la división administrativa municipal.
La ciudad y el cantón Pelileo, al igual que las demás localidades ecuatorianas, se rige por una municipalidad según lo previsto en la Constitución de la República. El Gobierno Autónomo Descentralizado Municipal de Pelileo, es una entidad de gobierno seccional que administra el cantón de forma autónoma al gobierno central. La municipalidad está organizada por la separación de poderes de carácter ejecutivo representado por el alcalde, y otro de carácter legislativo conformado por los miembros del concejo cantonal.
La Municipalidad de Pelileo, se rige principalmente sobre la base de lo estipulado en los artículos 253 y 264 de la Constitución Política de la República y en la Ley de Régimen Municipal en sus artículos 1 y 16, que establece la autonomía funcional, económica y administrativa de la Entidad.

### Alcaldía
El poder ejecutivo de la ciudad es desempeñado por un ciudadano con título de Alcalde del Cantón Pelileo, el cual es elegido por sufragio directo en una sola vuelta electoral, sin fórmulas o binomios en las elecciones municipales. El Vicealcalde no es elegido de la misma manera, ya que una vez instalado el Concejo Cantonal se elegirá entre los ediles un encargado para aquel cargo. El alcalde y el Vicealcalde duran cuatro años en sus funciones, y en el caso del alcalde, tiene la opción de reelección inmediata o sucesiva. El alcalde es el máximo representante de la municipalidad y tiene voto dirimente en el concejo cantonal, mientras que el Vicealcalde realiza las funciones del alcalde de modo suplente mientras no pueda ejercer sus funciones el alcalde titular.
El alcalde cuenta con su propio gabinete de administración municipal mediante múltiples direcciones de nivel de asesoría, de apoyo y operativo. Los encargados de aquellas direcciones municipales son designados por el propio alcalde. Actualmente, el alcalde de Pelileo es Gabriel Zúñiga, elegido para el periodo 2023 - 2027.

### Concejo cantonal
El poder legislativo de la ciudad es ejercido por el Concejo Cantonal de Pelileo el cual es un pequeño parlamento unicameral que se constituye al igual que en los demás cantones mediante la disposición del artículo 253 de la Constitución Política Nacional. De acuerdo a lo establecido en la ley, la cantidad de miembros del concejo representa proporcionalmente a la población del cantón. Al recién instalarse el concejo cantonal por primera vez los miembros eligen de entre ellos un designado para el cargo de vicealcalde de la ciudad.

### División Política
El cantón se divide en parroquias que pueden ser urbanas o rurales y son representadas por los Gobiernos Parroquiales ante la Alcaldía de Pelileo. La urbe tiene dos parroquias urbanas:
- Pelileo
- Pelileo Grande

## Turismo
- Salasaca: Es una parroquia rural, ubicada al noroccidente de la ciudad, es la cuna de los indígenas Salasakas, por lo que aquel lugar es ideal para conocer sobre su cultura y sus tradiciones.

- Complejo Turístico La Moya: Se encuentra en la parroquia Pelileo Grande, vía a Baños. Cuenta con áreas verdes, casetas con asaderos, botes para navegar en la laguna, juegos infantiles y recreacionales, canchas deportivas, senderos para caminar o montar a caballo, piscina temperada, baños de cajón, sauna, turco e hidromasaje.[4]

- Pamatug: Se encuentra a diez minutos de Pelileo. Aquí se fabrican los sombreros de paño. En estos talleres los artesanos fabrican sombreros para las comunidades indígenas de Tungurahua, Chimborazo y Cañar.

- Pelileo Grande:  Se encuentra a diez minutos de la matriz se le conoce por ser una falla geológica donde se produjo el terremoto de 1949, en este sitio podemos encontrar vestigios de la primera iglesia construida en la ciudad. Ruinas de la Iglesia Antigua en Pelileo Grande.

- Valle Hermoso:  Ubicado a unos 3 km de la Cabecera Cantonal, este conjunto de caseríos goza de un clima extraordinario propio de un valle. Para llegar hasta allí, se debe tomar la vía que va a Baños, al pasar por la parroquia urbana de Pelileo Grande se debe avanzar por la carretera principal y a un medio kilómetro existe un desvío a lado izquierdo, es la entrada que le llevará a este hermoso valle donde podrá disfrutar de trucha preparada al vapor, frita, en chicharon, trucha con champiñones como parte de su deliciosa gastronomía.

- ´´´García Moreno´´´. Ubicada a pocos metros del centro de la cabecera cantonal de Pelileo, es una parroquia que se caracteriza por las festividades de los carnavales, que se celebran los días sábado y lunes del feriado de carnaval. Una de las principales características es sus desfiles multicolores y la elección de la Reina de Carnaval, fiesta que tiene más de 50 años de tradición. Su gastronomía es variada, sin embargo el plato típico es la fritada, muy apetecida por turistas que visitan dicha localidad.

- Huambaló:  Una de las parroquias del cantón conocida por la producción de muebles este sitio s encuentra ubicado al sureste del cantón en este sitio se pueden encontrar gran cantidad de talleres madereros que se dedican a la fabricación de muebles con acabados de primera los mismos que se realizan de manera artesanal es decir que estos son hechos de manera manual.  Desde este sitio se puede observar la actividad del volcán Tungurahua que se encuentra activo desde 1999 también se puede disfrutar de competencias de 4x4 ya que cerca al poblado encontramos una pista en donde se desarrollan estas competencias y donde se también se puede disfrutar de las fiestas de la virgen del monte.

- Nitón Cruz: Ubicado al sureste del cantón una de las elevaciones que rodean a la parroquia matriz se encuentra el Cerro Nitón los vientos favorecen al desarrollo de uno de los deportes de mayor adrenalina como lo es el parapentismo que es considerado un atractivo para los turistas que desean practicarlo, actualmente en este sitio desarrolla este deporte el club de parapentismo de Ambato. Este cerro también se considera un sitio sagrado para los salasacas donde se desarrollan actos ceremoniales, tiene forma de una hondonada, es una mezcla entre arcilla y tierra, donde acuden sus habitantes con velas para realizar oraciones y pedir ayuda o favores de un ente divino.

- Cerro Teligote:  * Cerro Teligote: También conocido como Padre Loma, se encuentra ubicado al Suroeste del cantón Pelileo, perteneciente a la parroquia Matriz del mismo cantón, tiene una altitud de 3420 m s. n. m., en las faldas de este cerro se asienta la comunidad del mismo nombre y es uno de los sitios donde se ubica un mirador para la observación del volcán Tungurahua y la gran mayoría de cantones de la provincia de Tungurahua. A fin de precautelar la gran diversidad de especies de flora y fauna nativa del sector, las autoridades del Gobierno Central la declararon como Àrea Protegida, dejando su custodia al Cabildo de la Comuna Teligote. Para su visita, los habitantes del sector mediante sistema de mingas comunitarias aperturaron un sendero ecològico debidamente señalizado desde la vìa carrosable intercomunal hasta la cumbre del cerro; en el intermedio del trayecto se encuentra una cabaña para el descanso de los caminantes o para recobrar las fuerzas sirviendo el refrigerio. Este cerro tiene un valor sagrado para el pueblo indígena Salasaca ya que de este bosque obtienen las plantas naturales, medicinales y para extracción de tintes naturales para sus prendas, entre las que constan el puma maqui (Oreopanax sp), higuerilla (Ricinus communis), moradilla (Glandularia gooddingii), etc.* http://repositorio.uta.edu.ec/bitstream/123456789/959/1/Tesis_008agr.pdf

- Confecciones de Jean:  Cuando se desplazan desde la ciudad a Ambato hacia la Amazonía, propios y extraños desembarcan de sus vehículos a mirar y comprar una de las vestimentas que sigue siendo el icono de la juventud. La industria tiene una antigüedad de aproximadamente 40 años y tiene relación directa con el gran terremoto que destruyó la ciudad de Ambato, pero cuyos efectos fueron catastróficos en Pelileo sitio del epicentro.  Existían antes del sismo algunos talleres de confección de vestimenta que incluían chompas, pantalones y mamelucos de trabajo para obreros, productos que se exponían en ferias itinerantes. Paralelamente los artesanos de Pelileo tenían encargos que hacer ropa a otros clientes. Sobre 1957 y 1958, los talleres tendieron a mejorar y produjeron su propia mercancía que se comercializaba en Ambato y Quito. Una tiene un papel protagónico. Entre 1975 y 1980 se presenta una dinámica en lo que se refiere a la expansión de mercados ampliando la venta de productos a Guayaquil, Cuenca y Santo Domingo.  Sin embargo la industria del jean como la conocemos se presenta a partir de 1980, más exactamente 1982 – 1985, cuando se conoce la técnica del prelavado, que si bien se realiza en forma artesanal, permite dar a la tela una textura adecuada para su comercialización en el mercado joven. Una factoría propia de prelavado se instala en la ciudad. Finalmente desde 1995 la era de la calidad se instala en Pelileo, asociada con la preparación de sus artesanos y la búsqueda de un producto óptimo.  La manufactura es fundamentalmente de pequeños talleres de 8 y 10 personas que se especializan en el proceso de confeccionar una prenda de vestir.

- Artesanía:  El pueblo Salasaka se dedica a la exportar tapices y otros artículos hechos con lana de borrego a otros lugares fuera de la provincia como: Cuenca, Otavalo, Quito incluso a otros países.  El arte Salasaca, reflejado en la elaboración del tapiz, es una de las actividades originales de los mismos; se desarrolló desde siglos anteriores, existiendo una continuidad hasta la actualidad. Esta actividad es característica tanto de hombres como de mujeres; el hilado corresponde generalmente a la mujer y el trabajo en telar al varón. En 1885, San Ildefonso, el único obraje que quedaba en la provincia, había producido 26000 varas de bayetones y frazadas, mientras que cercanamente había una producción indígena de autoconsumo.  Los indígenas de Salasaca fabrican un tejido de lana que ellos llaman lliglla, y que compiten con el mejor paño de Europa, pero que no lo tejen sino para su uso particular. Los salasacas tuvieron en la jerga de lana un producto que tenía un carácter más mercantil que era de menos calidad a la que usaban ellos y que se comercializaba en el mercado de Ambato.  En los últimos tiempos, desde que personeros del Programa Punto IV (1957) adiestraron a tres Salasacas en la elaboración de tapices, con la técnica y diseño de los tejidos tradicionales de fajas chumbis; ellos a su vez tomaron a otros como aprendices llegando a formar algunas pequeñas empresas de artesanos y la Cooperativa de artesanos.

- Vestimenta  Salasaka simboliza en su vestimenta su identidad distinta a los pueblos indígenas de la región y de la población mestiza. Se distinguen tres tipos de indumentaria: de diario, de ceremonias rituales y la vestimenta festiva.  El atuendo masculino se compone de: calzón o pantalón blanco de uso diario; dos ponchos: uno blanco que llevan dentro y otro negro que queda al exterior; rebozo morado en el cuello que sirve como bufanda; sombrero de paño, que los mayores usan a diario, los más jóvenes solo lo usan durante las fiestas; en la cintura llevan una faja de lana denominada chumbi, hay dos tipos de estas fajas la yanga chumbi que carece de diseños y la mananay chumbi que tiene una serie de diseños separados por motivos ornamentales.  La indumentaria ritual en los varones se caracteriza por el pantalón blanco con bordado en el botapié, el poncho negro y poncho blanco por dentro, el sombrero blanco adornado con plumas de colores.

- Vestimenta del Pueblo Salasaka Cuando se disfrazan de danzantes, para cada fiesta usan un tipo distinto de indumentaria; solo el pañuelo de colores azul brillante, amarillo y rosado encendido con bordados de pavo real, es usado comúnmente por los danzantes, y por el novio y el padrino en la ceremonia matrimonial.  La indumentaria femenina de diario se compone de: anaco negro y estrecho que llega hasta un punto intermedio entre la rodilla y el talón, sostenido por una faja llamada huarmi chumbi, dos bayetas de vara y media, una blanca lishta y otra oscura que cubre la espalda, las que se sostienen con el tupo; en el uso del sombrero ocurre lo mismo que con los varones, sólo las personas mayores aún usan el sombrero blanco y el pichu jirguita.  En la vestimenta ritual sobresale la ucupachallina, que es una especie de manta que llevan las mujeres sobre los hombros (la novia y la madrina en la ceremonia matrimonial). La vestimenta usada por la mujer en las diferentes fiestas no es muy distinta de la que llevan a diario, se caracteriza por ser nueva y porque el rebozo es de color blanco y cuyos bordes llevan adornos de borlas de lana de colores vistosos y llamativos.

- Música:  Los Salasacas son un pueblo lleno de festejos, tradicionalmente interpretaban melodías entonadas con la caja, el tambor, la flauta, el rondador y el pingullo, costumbre musical mantenida de generación en generación. A pesar de los años los jóvenes vienen conservando esta tradición fusionando instrumentos contemporáneos que hacen que las melodías tradicionales den inicio a otra forma de sentir y contar la modernidad del mágico mundo de los Salasacas.

- Danza Tushuy:  La danza salasaca tiene un estilo propio, único y diferente de los demás pueblos kichwas, esta diferencia se refleja por el baile con la punta de los pies. Se sabe que la danza expresa la comprensión del modo de ser de las diversas sociedades y a través de este arte se cuenta historias que enseñan y entretienen.  Algunos grupos lo interpretan con un lenguaje dancístico alternativo y contemporáneo, que se caracteriza por una combinación múltiple de tradición y modernidad, cuyo resultado es un estilo diferente de ritmo y forma que surge ininterrumpidamente y demuestran que las manifestaciones de la identidad como la música y la danza- son dinámicas y libres de todo estancamiento y fosilización.  Los representantes de estos pueblos en sus danzas abandonan el término ambiguo “Folklore” y expresan la vivencia real y creadora en nuevas formas culturales.

- Comida Típica – Tradicional Existen comidas típicas como los conocidos tamales que son rellenos de fritada y están envueltos en hojas de achira, así también como los platillos propios de la serranía como el hornado, la fritada, llapingachos, se puede decir que el plato que se lo considera como parte importante de la gastronomía es el cuy.       Preparación del Cuy La alimentación de la población es principalmente a base de: habas, mellocos, maíz, utilizan condimentos como: cebolla blanca y colorada, ajo, pimiento, orégano y comino.

- Tzawar Mishki  Es una bebida que se extrae del penco que ha entrado en su último ciclo de vida y se utiliza como dulce, de uso medicinal (para gastritis y úlcera); ayuda a combatir las amebas y fortalece el cuerpo, sin embargo cuando se fermenta se convierte en licor. Este líquido es utilizado desde tiempos inmemoriales por su gran contenido de proteínas, minerales y hierro.

## Transporte
El transporte público es el principal medio transporte de los habitantes de la ciudad y sus alrededores. La urbe posee un servicio de bus público urbano en expansión. El sistema de bus no es amplio y está conformado por pocas empresas de transporte urbano. La tarifa del sistema de bus es de 0,30 USD, con descuento del 50% a grupos prioritarios (menores de edad, adultos mayores, discapacitados, entre otros). Además existen los buses interparroquiales e intercantonales para el transporte a localidades cercanas.
Gran parte de las calles de la ciudad están asfaltadas o adoquinadas, aunque algunas están desgastadas y el resto de calles son lastradas, principalmente en los barrios nuevos que se expanden en la periferia de la urbe.

#### Avenidas importantes
- 22 de julio
- De la Confraternidad
- De los Recuerdos
- Padre Chacón
- Eloy Alfaro
- Paso Lateral
- Pedro Vicente Maldonado

## Educación
La ciudad cuenta con buena infraestructura para la educación, tanto pública como privada. La educación pública en la ciudad, al igual que en el resto del país, es gratuita hasta la universidad (tercer nivel) de acuerdo a lo estipulado en el artículo 348 y ratificado en los artículos 356 y 357 de la Constitución Nacional. Varios de los centros educativos de la ciudad cuentan con un gran prestigio. La ciudad está dentro del régimen Sierra por lo que sus clases inician los primeros días de septiembre y luego de 200 días de clases se terminan en el mes de julio.

## Economía
Pelileo es una ciudad de amplia actividad comercial. La ciudad uno de los mayores centros económicos y comerciales de la Provincia de Tungurahua. Alberga grandes organismos financieros y comerciales del país. A Pelileo también se le conoce como la Ciudad Azul, en razón de su industria del jean, localizada en su mayor parte en el barrio El Tambo. Otra parroquia de Pelileo es la famosa Salasaca, terruño de los indígenas Salasaca, una tribu originaria de Bolivia que migró a los Andes ecuatorianos como mitimaes. La parroquia de Huambaló es muy conocida como centro de ebanistas creadores de muebles finos.
Los días de mercado mayor de Pelileo son el sábado y el martes. La actividad comercial y los beneficios que brindan se ven también a nivel corporativo, las oportunidades del sector privado al desarrollar modelos de negocios que generen valor económico, ambiental y social, están reflejadas en el desarrollo de nuevas estructuras, la inversión privada ha formado parte en el proceso del crecimiento de la ciudad, los proyectos inmobiliarios y oficinas, han ido en aumento, convirtiendo a la ciudad en un punto estratégico y atractivo para hacer negocios en la provincia.
Actividades Económicas:
Según el Censo de Población y Vivienda 2010, las Población Económicamente Activa - PEA está conformada por 27.657 personas (19% Urbana y 81% Rural) cuyas principales actividades son:
- Agricultura y ganadería (40%)
- Manufactura (25%)
- Comercio (9%)
- Transporte (4%)
- Construcción (4%)
- Enseñanza (3%)
- Otras (15%)

## Demografía
Pelileo es el segundo cantón más grande de la provincia de Tungurahua con 56573 habitantes. La población de mujeres es ligeramente mayor que la de hombres (52% y 48% respectivamente)

### Composición étnica
Según las cifras presentadas por el Instituto Nacional de Estadística y Censos Ecuador INEC en el censo realizado en 2010, la composición etnográfica del cantón Pelileo es:
- Mestizos          (84,44%)
- Indígenas         (12,58%)
- Blancos           (1,9%)
- Afroecuatorianos  (0,67%)
- Montubio          (0,35%)
- Otros                 (0,05%)

## Medios de comunicación
La ciudad posee una red de comunicación en continuo desarrollo y modernización. En la ciudad se dispone de varios medios de comunicación como prensa escrita, radio, televisión, telefonía, Internet y mensajería postal. En algunas comunidades rurales existen telefonía e Internet satelitales.
- Telefonía: Si bien la telefonía fija se mantiene aún con un crecimiento periódico, esta ha sido desplazada muy notablemente por la telefonía celular, tanto por la enorme cobertura que ofrece y la fácil accesibilidad. Existen 3 operadoras de telefonía fija, CNT (pública), TVCABLE y Claro (privadas) y cuatro operadoras de telefonía celular, Movistar, Claro y Tuenti (privadas) y CNT (pública).

- Radio: En la localidad existe una gran cantidad de sistemas radiales de transmisión nacional y local, e incluso de provincias y cantones vecinos.

- Medios televisivos: La mayoría de canales son nacionales, aunque se ha incluido canales locales recientemente. El apagón analógico se estableció para el 31 de diciembre de 2019.

## Deporte
La Liga Deportiva Cantonal de Pelileo es el organismo rector del deporte en todo el Cantón Pelileo y por ende en la urbe se ejerce su autoridad de control. El deporte más popular en la ciudad, al igual que en todo el país, es el fútbol, siendo el deporte con mayor convocatoria. El Pelileo Sporting Club y el Chacaritas Fútbol Club, son los equipos pelileños activos en la Asociación de Fútbol Profesional de Tungurahua. Pelileo Sporting Club participa en el Campeonato Provincial de Segunda Categoría de Tungurahua y el Chacaritas Fútbol Club participa en la Liga Profesional de Fútbol Serie B. Al ser una localidad pequeña en la época de las fundaciones de los grandes equipos del país.
También existen varias Academias y Escuelas de Fútbol, entre las más destacadas está la Escuela de Formación de Fútbol del Independiente del Valle con sede en Pelileo centro.

### Escenarios deportivos
El principal recinto deportivo de la ciudad es el Estadio Ciudad de Pelileo. Fue inaugurado en el 25 de abril de 1998, tiene capacidad para 5.000 espectadores. Es usado para la práctica del fútbol, y desempeña un importante papel en el fútbol local, ya que el Pelileo Sporting Club y el Chacaritas Fútbol Club hacen de local en este escenario deportivo.
El estadio es sede de distintos eventos deportivos a nivel local, ya que también es usado para los campeonatos escolares de fútbol que se desarrollan en la ciudad en las distintas categorías, también puede ser usado para campeonatos barriales de Pelileo.